# إطار (جبر خطي)
في الجبر الخطي، يعتبر إطار مساحة المنتج الداخلية بمثابة تعميم لأساس فضاء متجه لمجموعات قد تكون معتمدة خطيًا. في مصطلحات معالجة الإشارات، يوفر الإطار طريقة ثابتة وفائضة لتمثيل الإشارة. تُستخدم الإطارات في اكتشاف الأخطاء وتصحيحها وتصميم وتحليل بنوك التصفية وبشكل أعم في الرياضيات التطبيقية وعلوم الكمبيوتر والهندسة.